# 裂爪鼠屬
裂爪鼠屬（学名：Chelemys），哺乳綱、囓齒目、倉鼠科的一屬啮齿动物，而與裂爪鼠屬（裂爪鼠）同科的動物尚有奇布查水鼠屬（奇布查水鼠）、哥倫比亞林鼠屬（哥倫比亞林鼠）、暮鼠屬（壯暮鼠）、雷鼠屬（雷鼠）等之數種哺乳動物。

## 下属分类
本科包括以下属：
- Chelemys delfini (Cabrera, 1905)
- Chelemys macronyx (Thomas, 1894)
- Chelemys megalonyx (Waterhouse, 1845)